# Caylus
Caylus — стратегічна настільна гра німецького стилю, розроблена Вільямом Аттія та вперше незалежно видана у 2005 році компанією Ystari у Франції та Англії, і компанією Rio Grande Games у Північній Америці. Caylus об’єднує будівництво, виробництво, планування та торгівлю, без прямих зіткнень чи випадковостей.
У 2007 році вийшла карткова версія під назвою Caylus Magna Carta, а також обмежене преміальне видання гри з оновленою середньовічною графікою і металевими монетами. Версія гри для iOS була запущена у 2012 році.

## Механіка гри
Метою Caylus є набрати якомога більше престижних балів, будуючи будівлі та працюючи над замком Келюс у середньовічній Франції.
Caylus не містить випадкових елементів, характерних для багатьох настільних ігор, таких як карти або гральні кості. Єдині винятки — це розміщення шести нейтральних будівель (що створює 720 можливих стартових конфігурацій) і початковий порядок ходів, обидва визначаються випадково на початку гри. Вплив випадкового порядку ходів мінімальний, оскільки гравці, що ходять пізніше, отримують більше грошей.
Основні механіки гри включають:

### Ресурси
- Кубики ресурсів п’яти типів: їжа (рожевий), дерево (коричневий), тканина (фіолетовий), камінь (сірий) і золото (жовтий). Вони використовуються для будівництва будівель і замку.
- Робітники: У кожного гравця є шість робітників, яких можна розміщувати на будівлях для збору ресурсів, будівництва нових будівель, роботи над замком тощо.
- Управитель: Управитель рухається на одне або два поля від свого початкового місця кожного ходу. Швидкість його руху може контролюватися гравцями за допомогою Прево (див. нижче). Досягнення визначеної точки управителем означає завершення фази будівництва замку Келюс. Гра закінчується, коли управитель досягає третьої такої точки.
- Прево: Позиція Прево визначає, які робітники гравців зможуть працювати в кожному конкретному раунді: робітники, розміщені після нього, не можуть працювати. Гравці можуть впливати на позицію Прево, витрачаючи гроші або використовуючи спеціальні клітини на полі. Якщо в кінці ходу Прево знаходиться на одному полі з управителем або позаду нього, управитель рухається на одне поле вперед; якщо Прево знаходиться попереду управителя, той рухається на два поля, що скорочує тривалість гри.
- Гроші: Валюта Caylus називається деньє. Деньє використовуються для оплати робітників, впливу на Прево, щоб дозволити робітникам працювати або блокувати робітників супротивників, використання поля для здобуття королівської милості та будівництва певних будівель.
- Нейтральні будівлі: Шість нейтральних будівель розміщуються випадковим чином на початку гри і, разом із початковим порядком ходів, є єдиним елементом випадковості.
- Будівлі гравців: Розміщуючи робітника на будівлі для будівництва, гравець може звести нову будівлю, яка коштує від 2 до 8 ресурсів. Після побудови новою будівлею можуть користуватися всі гравці, але початковий будівельник отримує бонус щоразу, коли нею користується суперник.
- Будівництво замку: Розмістивши робітника у замку, гравець може надіслати «партію» з трьох різних ресурсів (один з яких обов’язково їжа) для будівництва замку Келюс, отримуючи престижні бали та королівські милості.
- Королівські милості: Гравці, які допомагають у будівництві замку, користуються полем або зводять певні будівлі, отримують королівські милості від короля Філіпа IV Справедливого. Королівські милості можуть приймати форму престижних балів, грошей, ресурсів або доступу до будівництва з дисконтом, недоступного для інших гравців. Часто вміле використання королівських милостей є вирішальним фактором у грі.

### Ходи
Хід у Caylus складається з 8 фаз:
1. Дохід. Кожен гравець отримує стандартний дохід у розмірі 2 деньє плюс дохід від житлових або престижних будівель.
2. Розміщення робітників. За порядком ходу гравці розміщують робітників на вільних клітинах. Кожне розміщення коштує 1 деньє. Гравці можуть пасувати, коли розмістили всіх бажаних або доступних робітників. Кожне пасування підвищує вартість додаткового розміщення для інших гравців на 1.
3. Активація спеціальних будівель. Перші п’ять будівель біля замку активуються, і їхні ефекти застосовуються.
4. Рух Прево. Кожен гравець (в порядку пасування) може рухати Прево на 1–3 поля за оплату. Робітники, розміщені після Прево, видаляються, адже не можуть працювати.
5. Активація будівель. Починаючи з першої нейтральної (рожевої) будівлі після мосту, активуються всі будівлі по черзі.
6. Будівництво замку. Гравці будують поточний розділ замку (підземелля, стіни або вежу) за чергою.
7. Кінець ходу. Управитель рухається вперед на 1 або 2 поля залежно від позиції Прево, після чого Прево розміщується на тій же клітині.
8. Підрахунок секцій. Якщо управитель досягає точки підрахунку або завершено секцію замку, проводиться підрахунок.

Наступний хід починає гравець, який перший у черзі.
Гра завершується, коли управитель досягає точки підрахунку вежі, або всі поля вежі побудовані (що автоматично завершує підрахунок). Після підсумкового нарахування престижних балів за залишки грошей і ресурсів переможцем стає гравець з найбільшою кількістю балів.

## Нагороди
Caylus отримала широке визнання, коли її було обрано найкращою грою жовтня 2005 року на ігровому ярмарку в Ессені, Німеччина, за результатами опитування Fairplay Magazine. Вона також отримала премію Trictrac d'or 2005 від французького сайту настільних ігор Tric Trac.
Завдяки міжнародному визнанню через BoardGameGeek та Ессен 2005 року, перший наклад Caylus було розпродано до грудня 2005 року. Другий наклад вийшов у лютому 2006 року з новими картонними монетами замість пластикових жетонів з першого випуску. Друга редакція також містила плитку «Ювелір», що раніше була промоційною, і графічні зміни для кращого розуміння правил.
Попри те, що Caylus не була номінована на Spiel des Jahres 2006, журі нагородило її спеціальною відзнакою «Найкраща складна гра 2006 року». Caylus виграла першу премію Deutscher Spiele Preis та Nederlandse Spellenprijs у 2006 році, а також нагороди Golden Geek Awards за Найкращу гру та Гру для досвідчених гравців.